# Norman Saunders
Pour les articles homonymes, voir Saunders.
Norman Blaine Saunders est un illustrateur et designer publicitaire américain. Il est né le 1er janvier 1907 à Minneapolis et mort le 7 mars 1989 à Columbus (Nebraska) d'une emphysème.

## Biographie
Norman Blaine Saunders naît le 1er janvier 1907 à Minneapolis dans le Minnesota. Après le lycée, il travaille dans un magasin tout en prenant des cours de dessin par correspondance. Son premier travail de dessinateur est pour Fawcett Publications. Il dessine surtout des couvertures de magazines pour de nombreuses maisons d'édition de pulps. Durant la seconde guerre mondiale, il est affecté à la police militaire puis à un corps d'ingénieurs. Il revient à l'illustration après guerre et en 1946 il épouse Ellene avec laquelle il a quatre enfants. En plus des magazines, Saunders dessine aussi des couvertures de comics et des cartes à collectionner.

## Œuvres
| - Ace Sports - All Detective - Black Book Detective - Dynamic Adventures - Detective Short Stories - Detective Tales - Ellery Queen (Ziff Davis publication) - North-West Romances - Eerie - Batman - Conan The Conqueror - Tom Mix - Liberty Magazine - Variety Detective - Strange Stories From Another World - Cloak & Dagger (Ziff Davis publication) - The Shadow - Mars Attacks! - Sports Afield | - Space Patrol - Unkown World - Flyboy - Hopalong Cassidy (Fawcett Comics) - Football Thrills - G.I. Joe - Wild Boy (Ziff Davis publication) - Twelve Adv. Stories - Man's Life - Marvel Science Stories - Saucy Movie Tales - Western Aces - Western Hero - Wild West Weekly - Worlds of Fear - Ten Detective Aces - Sure Fire Detective - Sure Fire Wester - Lone Wolf Detective - Atomic Spy Cases (Avon Comic) - Invisible Boy |